# نیلی‌مگس‌گیر سرزنده چینی
نیلی‌مگس‌گیر سرزنده چینی (نام علمی: Niltava oatesi) گونه‌ای از پرندگان خانواده مگس‌گیران (Muscicapidae) است که در شرق هیمالیا تا جنوب چین یافت می‌شود. نیلی‌مگس‌گیر سرزنده چینی در گذشته با نیلی‌مگس‌گیر سرزنده تایوانی (N. vivida) هم‌گونه در نظر گرفته می‌شد. زیستگاه طبیعی آن جنگل‌های کوهستانی نمناک نیمه‌گرمسیری یا گرمسیری است.